# Kenge (territoire)
Le Territoire de Kenge est une entité déconcentrée de la province du Kwango en république démocratique du Congo.

## Géographie
Le territoire de Kenge s'étend au nord de la province de Kwango, il est constitué de la vallée de la Twana orientée sud-nord et du plateau d’Inzia. Il est drainé d'est en ouest par plusieurs cours d'eau orientés sud-nord, la Kwango, la Wamba et l'Inzia.

## Commune
Le territoire compte une commune rurale de moins de 80 000 électeurs.
- Kenge 2, (7 conseillers municipaux)

## Secteurs et chefferie
Le territoire de Kenge est organisé en cinq collectivités (1 chefferie et 4 secteurs).
Chefferie
- Chefferie Pelende-Nord, constituée de 24 groupements : Kalenge, Kamungu, Kasandji, Kasongo Tsheke, Kayombo, Kibanda, Kibwala, Kidima, Kivundisa, Kombo, Lukunda, Mikumbi, Misele, Mukata,Mukondo, Munene, Mwambu, Mwela Tsay, Nzau-Musetu, Swa-Bangu, Swa-Kahumba, Swa-Kasongo, Swa-Mbuya, Swa-Yamfu.

Secteurs
- Secteur Bukanga-Lonzo, constitué de 13 groupements : Bitadi Lwasa, Bukanga-Lonzo, Diwulu Makengo, Kafulu, Kasandji, Kiafu Kisadi, Kikwakwa (Kisangiano), Kitshongo, Luzau, Mbaringa, Mbinda Nseke, Munene, Tankundi.

- Secteur Dinga, constitué de 11 groupements : Dinga, Kanimbu, Kasizi, Kasongo Dinga, Kasongo Yunbu, Malambo, Mazembele, Mbinda Dinga, Mboso Muanga, Mbumi Kambemba, Mukukulu.

- Secteur Kolokoso, constitué de 11 groupements : Bukanga Mufete, Bukanga Nseke, Fasamba, Intu Nzadi, Kamweni, Kapay, Kimafu, Lwasa, Mundonda, Musanza Ngombo, Tshakala Nzadi.

- Secteur Mosamba, constitué de 11 groupements : Kalunga, Kambundi Say, Kiamfu, Kinzadi, Kindi, Lukini Tsay, Mabaka, Mbau, Musaka, Ngoy, Tanda.

## Éducation
Le territoire de Kenge compte 1 université et 4 instituts d’enseignement supérieur dont :
- ISP de Kenge (Institut supérieur pédagogique)
- ISTM Marie, Reine de la Paix à Kenge I (Institut supérieur des techniques médicales